# Andreas-Hofer-Bund (Südtirol)

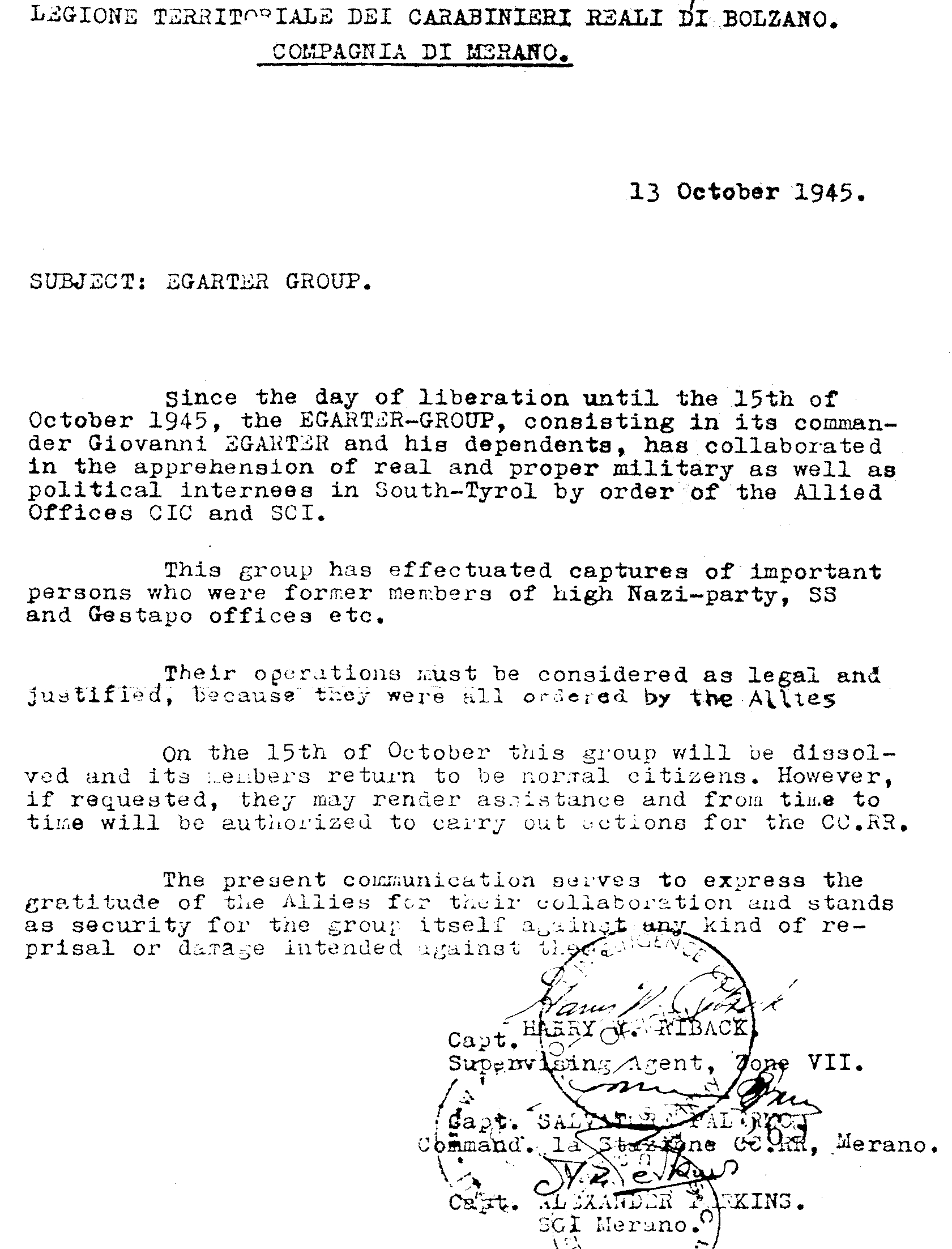
Bestätigung über die Zusammenarbeit des AHB mit den Diensten CIC und SCI, 1945

Andreas-Hofer-Bund (AHB) ist der Name einer Südtiroler Widerstandsgruppe während des Zweiten Weltkriegs. In ihrem Namen beruft sie sich auf den anti-napoleonischen Freiheitskämpfer aus Tirol, Andreas Hofer.

## Gründung und Organisation
Der Andreas-Hofer-Bund formierte sich nach Abschluss des deutsch-italienischen Umsiedlungsabkommens für Südtirol (sogenannte Option) im November 1939. Während der nationalsozialistische Völkische Kampfring Südtirols (VKS) die Umsiedlung der Südtiroler ins Deutsche Reich unterstützte und logistisch mitorganisierte, widersetzte sich der AHB der Südtirolpolitik von Faschisten und Nationalsozialisten (siehe Achse Rom-Berlin), indem er die Südtiroler propagandistisch dazu aufforderte, ihre Heimat nicht zu verlassen (sogenannte Dableiber).
Mit dem Einmarsch der deutschen Wehrmacht in Norditalien verschärfte sich 1943 auch die Verfolgung der Mitglieder des Andreas-Hofer-Bundes. Bereits im Herbst 1943 bestand der aktive Kern des AHB nur mehr aus etwa 30 Personen. Die bedeutendste Integrationsfigur der Dableiber, der Geistliche Michael Gamper, konnte sich in einem Kloster nahe Florenz in Sicherheit bringen; Friedl Volgger, erster Obmann des AHB, und Josef Mayr-Nusser wurden von den Nationalsozialisten in Konzentrationslager deportiert. Hans Egarter, der in den letzten Kriegsjahren die Leitung des AHB übernommen hatte, unterhielt ab 1944 Kontakte zum französischen und zum britischen Militärgeheimdienst in die Schweiz. Beim Einmarsch der Alliierten im Frühjahr 1945 war er neben dem AHB-Mitglied Erich Amonn die bedeutendste Kontaktperson der Südtiroler zu den neuen Machthabern.

## Ideologische Positionierung
Die wichtigsten Führungspersönlichkeiten des Andreas-Hofer-Bundes (Friedl Volgger, Hans Egarter, Michael Gamper) stammten aus dem Umfeld der katholischen Kirche. Um den Bozner Kaufmann Erich Amonn konnte der AHB aber auch einige bürgerliche Widerständler sammeln. Das einigende Moment der Gruppe bildete einerseits die Ablehnung der italienischen Herrschaft über Südtirol seit dem Ende des Ersten Weltkriegs. Im Gegensatz zum Völkischen Kampfring Südtirols (VKS) waren die Mitglieder des AHB allerdings der Überzeugung, dass die staatliche Rückgliederung Südtirols an Österreich nicht mit Hilfe der Nationalsozialisten, sondern im offenen Widerstand gegen das Hitler-Regime erreichbar wäre. Hans Egarter schrieb 1945 über die Zielsetzung der Organisation:

„‚Die Aufgabe des Andreas-Hofer-Bundes war es, gegen den Faschismus und den Nazismus zu arbeiten und zu deren Zerstörung beizutragen. Die Mitglieder der Gruppe wollten der Welt zeigen, dass es in Südtirol Männer gibt, die nichts mit den Nazi-Verbrechern gemeinsam haben und die durch ihre Arbeit gegen Nazismus und Faschismus zeigten, dass sie ihren Worten auch Taten folgen ließen und dass sie bereit waren, die schwersten Opfer zu bringen, um ihr Ziel zu erreichen.‘“

## Politische Bedeutung
Der Andreas-Hofer-Bund konnte durch seine propagandistischen Aktivitäten nur eine kleine Minderheit der Südtiroler organisieren. Auch die Rückgliederung Südtirols an ein unabhängiges Österreich hatte der AHB nach Kriegsende gegen die Interessen der italienischen Antifaschisten des Comitato di Liberazione Nazionale (CLN) nicht durchsetzen können. Der Widerstand des AHB gegen Faschismus und Nationalsozialismus und die aktive Zusammenarbeit mit den Alliierten hat allerdings die wesentliche Voraussetzung dafür geschaffen, dass die am 8. Mai 1945 gegründete Südtiroler Volkspartei (SVP) von der Republik Italien als legale politische Vertretung der deutsch- und ladinischsprachigen Südtiroler anerkannt wurde.